# Erkan Mumcu
Erkan Mumcu (ur. 1963 w m. Yalvaç) – turecki polityk i przedsiębiorca, deputowany i minister, w latach 2005–2008 przewodniczący Partii Ojczyźnianej (ANAP).

## Życiorys
Absolwent wydziału prawa na Uniwersytecie Stambulskim. Zajął się prowadzeniem działalności gospodarczej, pracował m.in. w przemyśle tekstylnym. Opracowywał scenariusze i reżyserował filmy dokumentalne. Zaangażował się w działalność polityczną w ramach Partii Ojczyźnianej. Był doradcą jej przewodniczącego, a także sekretarzem generalnym i wiceprzewodniczącym ugrupowania. W 1995 i 1999 z jego ramienia uzyskiwał mandat deputowanego do Wielkiego Zgromadzenia Narodowego Turcji. W latach 1999–2001 sprawował urząd ministra turystyki w gabinecie Bülenta Ecevita.
Przeszedł później do Partii Sprawiedliwości i Rozwoju (AKP), z listy której w 2002 z powodzeniem ubiegał się o poselską reelekcję. W tymże roku został ministrem edukacji narodowej w gabinecie Abdullah Gül. W 2003 nowym premier Recep Tayyip Erdoğan powierzył mu natomiast kierowanie resortem kultury. W 2005 Erkan Mumcu zrezygnował z funkcji ministerialnej, wystąpił również z AKP. W tym samym roku powrócił do ANAP, a także zastąpił Nesrin Nas na stanowisku przewodniczącego partii. Kierował nią do 2008, nie ubiegając się o ponowny wybór na tę funkcję.